# Maxim Konstantinowitsch Welikow
Maxim Konstantinowitsch Welikow (russisch Максим Константинович Великов, * 14. Januar 1982 in Saratow, Russische SFSR) ist ein russischer Eishockeyspieler, der zuletzt bei Amur Chabarowsk in der Kontinentalen Hockey-Liga unter Vertrag stand.

## Karriere
Konstantin Welikow stammt aus dem Nachwuchsbereich von Kristall Saratow. Seine professionelle Karriere begann er beim HK ZSKA Moskau, für dessen Profimannschaft er von 2000 bis 2002 in der Superliga aktiv war. Anschließend wechselte der Verteidiger, nachdem er auch die Saison 2002/03 bei ZSKA begonnen hatte, im Laufe dieser Spielzeit zu Chimik Woskressensk aus der Wysschaja Liga, der zweiten russischen Spielklasse. Von 2003 bis 2004 spielte er für den Zweitligisten Kristall Saratow in seiner Heimatstadt, ehe er im Laufe der Saison 2004/05 von dessen Ligarivalen HK MWD Twer unter Vertrag genommen wurde. Mit dem HK MWD gelang ihm auf Anhieb der Gewinn der Zweitligameisterschaft und somit der Aufstieg in die Superliga. Auch nach der Umsiedlung der Mannschaft nach Balaschicha 2007 blieb er im Verein.
Von 2008 bis 2010 nahm Welikow für den HK MWD Balaschicha am Spielbetrieb der neu gegründeten Kontinentalen Hockey-Liga teil und scheiterte mit seinem Team in der Saison 2009/10 erst im Playoff-Finale um den Gagarin Cup an Ak Bars Kasan. Anschließend wurde der HK MWD mit dem HK Dynamo Moskau fusioniert und der Russe erhielt für die Saison 2010/11 einen Vertrag bei deren Nachfolgeteam OHK Dynamo. Mit dem OHK gewann er 2012 den Gagarin-Pokal, nachdem er aufgrund von Verletzungen in der Saison 2011/12 nur 17 Einsätze absolviert hatte. Während der folgenden Spielzeit absolvierte er nur 4 Einsätze in der KHL und 5 Partien in der Wysschaja Hockey-Liga beim HK Dynamo Balaschicha, ehe sein Vertrag mit Dynamo im April 2013 auslief. Anschließend wurde er von Atlant Mytischtschi verpflichtet.
Zu Beginn der Saison 2014/15 wurde er von Atlant zunächst beim Farmteam Disel Pensa in der Wysschaja Hockey-Liga eingesetzt. Ende November 2014 verließ er den Verein und wurde von Amur Chabarowsk verpflichtet.

## Erfolge und Auszeichnungen
- 2005 Wysschaja-Liga-Meister und Aufstieg in die Superliga mit dem HK MWD Twer
- 2010 Russischer Vizemeister mit dem HK MWD Balaschicha
- 2012 Gagarin-Pokal-Gewinn mit dem OHK Dynamo

## Statistik
(Stand: Ende der Saison 2010/11)